# Cutie Honey (film)
Cutie Honey (キューティーハニー?, Kyūtī Hanī) è un film del 2004, diretto da Hideaki Anno. È il live action della serie omonima di manga e anime creata da Gō Nagai, che appare pure in un cameo al volante dell'auto su cui atterra Cutie Honey, quando viene scaraventata in strada durante lo scontro con Black Claw. in Italia è inedito 

## Trama
Lo zio di Honey Kisaragi viene rapito da un brutto ceffo che dice di appartenere al clan Panther Claw, e la ragazza si mette immediatamente sulle sue tracce. A corto di energia e di vestiti, prima è costretta a scorrazzare seminuda per la città in cerca di cibo con cui rifocillarsi. Una volta ripristinata l'energia riesce quindi a trasformarsi in Cutie Honey e a sfidare il cattivo Gold Claw. Quando la vittoria sembra a portata di mano, il malefico Gold Claw scappa con lo scienziato e Cutie Honey, con l'aiuto di Seiji Hayami e la poliziotta scontrosa Natsuko Aki, si rimette alla sua ricerca.
Ma solo quando presso le loro abitazioni vengono consegnati degli inviti da parte di Panther Claw, i tre riescono a raggiungere il luogo del rapimento. Qui scoprono che Sister Jill, capo della banda, vuole utilizzare la tecnologia di Cutie Honey per ottenere la vita eterna. Infatti questa tecnologia è in grado di rivitalizzare qualsiasi organismo vivente. Cutie si vedrà costretta a sacrificarsi per amore dello zio e di Natsuko, usata come esca dai cattivi. Ma alla fine l'esito dello scontro finale si capovolgerà e l'amore trionferà.

## Colonna sonora
- Apertura: Cutie Honey, interpretata da Koda Kumi
- Chiusura: Into Your Heart di Koda Kumi